# گذرگاه شیبر
گذرگاه شیبر (به انگلیسی: Shibar Pass) در افغانستان در ارتفاع ۳۰۰۰ متری از سطح دریا واقع شده‌است و ولایت پروان را به ولایت بامیان متصل می‌کند. دو مسیر اصلی کابل را به بامیان در هزاره‌جات وصل می‌کنند که مسیر گذرگاه شیبر طولانی‌تر می‌باشد. این مسیر تقریباً ۶ ساعت و نیم طول می‌کشد و حدود ۲۳۷ کیلومتر (۱۴۷ مایل) می‌باشد. این مسیر توسط احمد شاه شیرزای و یک مهندس آلمانی بین سالهای ۱۹۳۳ تا ۱۹۳۸ طراحی و ساخته شده است. این گذرگاه یکی از گذرگاه‌های کوهستانی مهم کشور است.
مسیر بامیان از طریق گذرگاه یونای و گردنه حاجیگک در میدان وردک کوتاهتر و مستقیم‌تر می‌باشد، اما دشوارتر است و طول آن به ۳۷۰۰ متر می‌رسد، و معمولاً در زمستان ها از این مسیر استفاده نمی‌کنند.